# Ilex impressa
Ilex impressa är en järneksväxtart som beskrevs av Erik Leonard Ekman och Loes. Ilex impressa ingår i släktet järnekar, och familjen järneksväxter. Inga underarter finns listade i Catalogue of Life.